# Avia Sports Bangui
Avia Sports Bangui ist ein Fußballverein in Bangui (Zentralafrikanische Republik).

## Geschichte
Dem Verein gelang 1983 sein größter Erfolg mit dem Gewinn des nationalen Pokalwettbewerbs. Damit qualifizierte er sich für den African Cup Winners’ Cup 1984. 

## Statistik in den CAF-Wettbewerben
| Saison | Wettbewerb               | Runde    | Land             | Verein         | Heim | Auswärts |
| ------ | ------------------------ | -------- | ---------------- | -------------- | ---- | -------- |
| 1984   | African Cup Winners’ Cup | Vorrunde | Äquatorialguinea | GD Lage Malabo | 0:0  | w/o      |
|        | African Cup Winners’ Cup | 1. Runde | Kamerun          | Canon Yaoundé  | 1:1  | 0:3      |

- Der GD Lage Malabo verzichtete auf das Rückspiel.